# Taphozous hildegardeae
Taphozous hildegardeae (Thomas, 1909) è un pipistrello della famiglia degli Emballonuridi diffuso nell'Africa orientale.

## Descrizione

### Dimensioni
Pipistrello di medie dimensioni, con la lunghezza totale tra 101 e 113 mm, la lunghezza dell'avambraccio tra 63 e 68 mm, la lunghezza della coda tra 20 e 29 mm, la lunghezza del piede tra 11 e 14 mm, la lunghezza delle orecchie tra 18 e 22 mm e un peso fino a 27 g.

### Aspetto
La pelliccia è corta e densa. Le parti dorsali sono bruno-grigiastre con la base dei peli bianca, mentre le parti ventrali sono bianche. La testa è relativamente piatta e triangolare, il muso è conico, privo di peli, con una profonda depressione tra gli occhi e con una sacca golare ricoperta di peli nerastri, ben sviluppata nei maschi e rudimentale nelle femmine. Sul labbro inferiore è presente un solco longitudinale superficiale. Gli occhi sono relativamente grandi. Le orecchie sono triangolari con la punta smussata, rivolte all'indietro, separate tra loro, con diverse pieghe sulla superficie interna del padiglione auricolare e delle papille lungo il bordo posteriore inferiore. Il trago è corto, largo, con l'estremità ampia e un piccolo lobo alla base posteriore,  mentre l'antitrago è grande, lungo e si estende fino all'angolo posteriore della bocca. Le membrane alari sono lunghe, strette, chiare e con una colorazione brunastra vicino al corpo. Una sacca ghiandolare è presente in entrambi i sessi tra l'avambraccio e il primo metacarpo. La coda è lunga e fuoriesce dall'uropatagio a circa metà della sua lunghezza. Il calcar è lungo.

## Biologia

### Comportamento
Si rifugia all'interno di grotte dove forma colonie numerose di 100-2.000 individui di entrambi i sessi. Il volo è rapido ed agile, ma poco manovrato.

### Alimentazione
Si nutre di insetti, particolarmente lepidotteri e ortotteri, catturati sopra la volta forestale o in spazi aperti.

### Riproduzione
Danno alla luce un piccolo alla volta alla fine di dicembre, dopo una gestazione di 140 giorni.

## Distribuzione e habitat
Questa specie è diffusa nel Kenya sud-orientale e nella Tanzania nord-orientale. Probabilmente è presente anche a Zanzibar.
Vive nelle foreste costiere.

## Conservazione
La IUCN Red List, considerato l'areale limitato e seriamente frammentato, il declino nell'estensione e nella qualità dell'habitat forestale, classifica T.hildegardeae come specie vulnerabile (VU).